# Чемпионат мира по настольному теннису 1963
Чемпионат мира по настольному теннису 1963 года прошёл с 5 по 14 апреля в Праге (Чехословакия).

## Медали

### Команды
| Пол     | Золото                                                                  | Серебро                                                                           | Бронза                                                                             |
| ------- | ----------------------------------------------------------------------- | --------------------------------------------------------------------------------- | ---------------------------------------------------------------------------------- |
| Мужчины | Китай · Ли Фужун · Ван Цзяшэн · Сюй Иньшэн · Чжан Селинь · Чжуан Цзэдун | Япония · Кодзи Кимура · Кэн Конака · Кэйити Мики · Итиро Огимура                  | ФРГ · Эрих Арндт · Эрнст Гомолла · Дитер Михалек · Эберхард Шёлер · Эльмар Штегман |
| Мужчины | Китай · Ли Фужун · Ван Цзяшэн · Сюй Иньшэн · Чжан Селинь · Чжуан Цзэдун | Япония · Кодзи Кимура · Кэн Конака · Кэйити Мики · Итиро Огимура                  | Швеция · Ханс Альсер · Стеллан Бенгтсон · Карл-Йхан Бернхардт · Чель Йоханссон     |
| Женщины | Япония · Кадзуко Ито · Кимиё Мацудзаки · Масако Сэки · Норико Яманака   | Румыния · Мария Александру · Элла Константинеску · Мария Фоля · Джеорджета Питикэ | Китай · Цю Чжунхуэй · Сунь Мэйин · Лян Личжэнь · Ван Цзянь                         |
| Женщины | Япония · Кадзуко Ито · Кимиё Мацудзаки · Масако Сэки · Норико Яманака   | Румыния · Мария Александру · Элла Константинеску · Мария Фоля · Джеорджета Питикэ | Венгрия · Эва Коциан · Эржбет Юрик · Шарольта Лукач · Эва Поор                     |

### Спортсмены
| Разряд                   | Золото                      | Серебро                 | Бронза                     |
| ------------------------ | --------------------------- | ----------------------- | -------------------------- |
| Мужской одиночный разряд | Чжуан Цзэдун                | Ли Фужун                | Чжан Селинь                |
| Мужской одиночный разряд | Чжуан Цзэдун                | Ли Фужун                | Ван Чжилян                 |
| Женский одиночный разряд | Кимиё Мацудзаки             | Мария Александру        | Элла Константинеску        |
| Женский одиночный разряд | Кимиё Мацудзаки             | Мария Александру        | Сунь Мэйин                 |
| Мужской парный разряд    | Ван Чжилян Чжан Селинь      | Сюй Иншэн Чжуан Цзэдун  | Ли Фужун Ван Цзяшэн        |
| Мужской парный разряд    | Ван Чжилян Чжан Селинь      | Сюй Иншэн Чжуан Цзэдун  | Кэн Конака Кэйити Мики     |
| Женский парный разряд    | Кимиё Мацудзаки Масако Сэки | Диэйн Роув Мэри Шэннон  | Цю Чжунхуэй Ван Цзянь      |
| Женский парный разряд    | Кимиё Мацудзаки Масако Сэки | Диэйн Роув Мэри Шэннон  | Кадзуко Ито Норико Яманака |
| Микст                    | Кодзи Кимура Кадзуко Ито    | Кэйити Мики Масако Сэки | Чжуан Цзэдун Цю Чжунхуэй   |
| Микст                    | Кодзи Кимура Кадзуко Ито    | Кэйити Мики Масако Сэки | Янош Фахази Эва Коциан     |